# Marc Bernard
Pour les articles homonymes, voir Marc Bernard (homonymie) et Bernard.
Léonard Marc Bernard, né le 6 septembre 1900 à Nîmes où il est mort le 15 novembre 1983, est un écrivain français, lauréat du prix Interallié pour Anny en 1934, du prix Goncourt en 1942 pour Pareils à des enfants, et du prix Poncetton en 1970 pour l'ensemble de son œuvre.

## Biographie

### Origines familiales
Né dans une famille pauvre, fils de Jean Baptiste Bernard, sujet espagnol originaire de Sóller (Majorque), et de Maria Louise Joyeuse, tôt orphelin, Marc Bernard devient commissionnaire à douze ans, puis ouvrier. Il fait son service militaire en Haute-Silésie de 1920 à 1922, avant de devenir cheminot en 1924. Il adhère alors au PCF et à la CGTU.
Il a été membre de la société félibréenne Nemausa.

### Carrière littéraire
Il rencontre Jean Paulhan en 1928. En 1929, grâce à lui, il publie Zig-zag, roman d'inspiration surréaliste, qui le fait remarquer par Henri Barbusse et Philippe Soupault. Il contribue dans les années 1930 au journal procommuniste Monde en qualité de critique. Fervent défenseur d'une littérature prolétarienne, il contribue à la fondation en 1932 du « groupe des écrivains prolétariens ». En 1938, il rencontre au Louvre Else Reichmann, juive autrichienne fuyant l'Anschluss, qu'il épouse en 1940 à Nîmes. Après sa mort en 1969, il lui consacrera une trilogie. Il eut également une fille, Annie Teulière, d'une précédente union.
Marc Bernard collabora régulièrement à la radio, au Figaro ou aux Nouvelles littéraires. Il laisse une quinzaine de récits et de pièces de théâtre (Les voix, 1945, Le Carafon, 1961), principalement aux éditions Gallimard.
Marc Bernard est inhumé dans le cimetière parisien de Bagneux (98e division).

## Œuvres
Romans et récits
- Zig-zag, Gallimard, 1929
- Au secours !, Gallimard, 1931
- Anny, Gallimard, 1934
- Les Éxilés, Gallimard, 1939

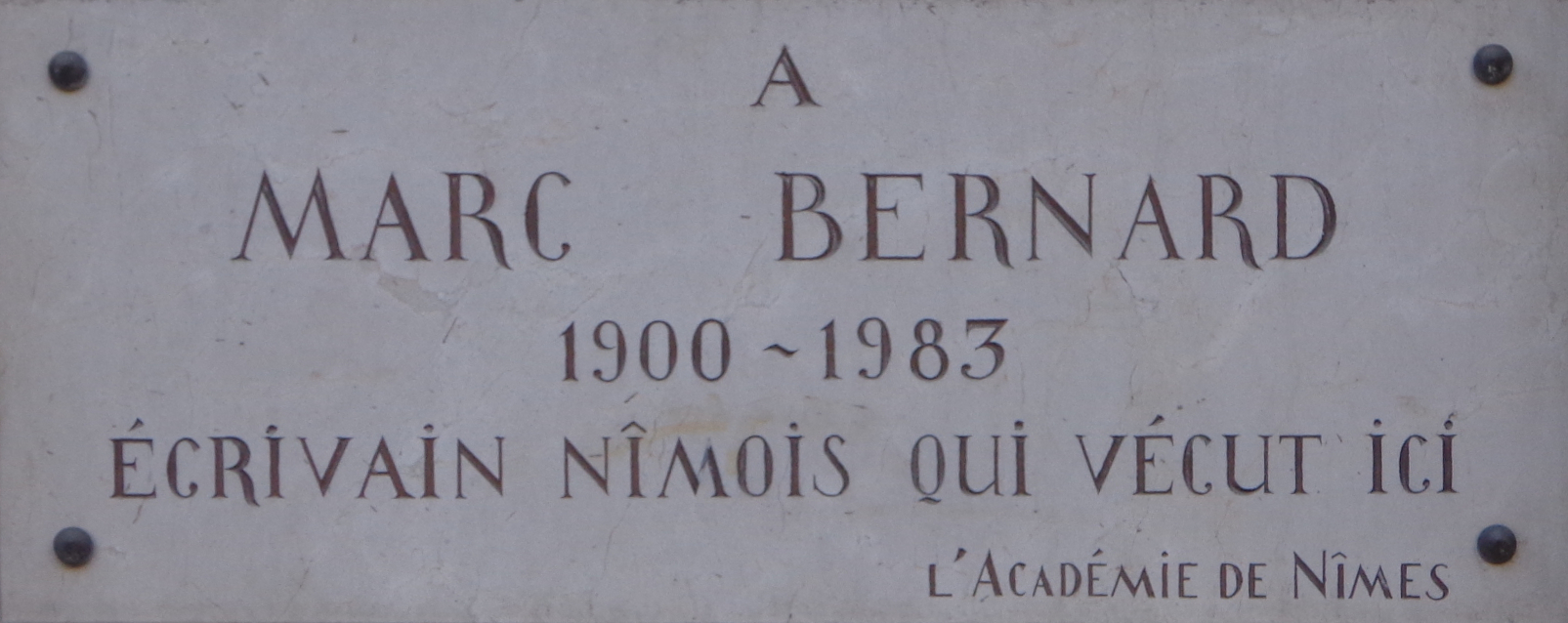
Plaque sur le domicile de Marc Bernard à Nîmes.

- Pareils à des enfants, Gallimard, 1942
- Croquis en marge, Éditions de la Tour Magne, 1943
- Insomnie, avec des bois gravés de Georges Tautel, Éditions de l’Épervier, 1943
- Oradour-sur-Glane, le village exterminé, Le Front national de lutte, 1944
- La Bonne Humeur, Gallimard, 1946
- La Cendre, Gallimard, 1949
- Une journée toute simple, Gallimard, 1950
- Salut, camarades, Gallimard, 1955
- Mayorquinas, Denoël, 1970
- La Mort de la bien-aimée, Gallimard, 1972
- Au-delà de l’absence, Gallimard, 1976
- Les Marionnettes, Gallimard, 1977
- Tout est bien ainsi, Gallimard, 1979
- Au fil des jours, Gallimard, 1984

Nouvelles
- Rencontres, Gallimard, 1936
- Vert-et-Argent, Gallimard, 1945
- Vacances (recueil), Grasset, 1953

Essais
- Les journées ouvrières des 9 et 12 février, Grasset, 1934
- La Conquête de la Méditerranée, Gallimard, 1939
- Zola par lui-même, Collections Microcosme « Écrivains de toujours », Éditions du Seuil, 1952
- Sarcellopolis[5], Flammarion, 1964. Réédition Finitude, 2010 (préface de Stéphane Bonnefoi) et 2019.
- À l’attaque !, Le Dilettante, 2004 (édition de Stéphane Bonnefoi)
- À hauteur d’homme, Finitude, Bordeaux, 2007, 135 p.  (ISBN 978-2-912667-41-0) (édition de Stéphane Bonnefoi)

- Faire front. Les journées ouvrières des 9 et 12 février 1934. Préface de Laurent Lévy, La Fabrique, 2018.

Théâtre
- Les Voix, Gallimard, 1946
- Le Carafon, Gallimard, 1961

Correspondance
- Marc Bernard & Jean Paulhan, Correspondance 1928-1968, Éditions Claire Paulhan, 2013  (ISBN 978-2912222442)[6].

Biographie
- Stéphane Bonnefoi, Marc Bernard, la volupté de l'effacement, éditions du Murmure, 2016,  (ISBN 978-2-37306-010-2)